# Lilla Harpsjön
Lilla Harpsjön är en sjö i Orsa kommun i Dalarna och ingår i Dalälvens huvudavrinningsområde.